# Colonia Emiliano Zapata, Silao de la Victoria
Colonia Emiliano Zapata är en ort i Mexiko.   Den ligger i kommunen Silao de la Victoria och delstaten Guanajuato, i den centrala delen av landet, 300 km nordväst om huvudstaden Mexico City. Colonia Emiliano Zapata ligger 1 801 meter över havet och antalet invånare är 607.
Terrängen runt Colonia Emiliano Zapata är platt åt sydväst, men åt nordost är den kuperad. Runt Colonia Emiliano Zapata är det tätbefolkat, med 257 invånare per kvadratkilometer. Närmaste större samhälle är Silao, 5,6 km sydost om Colonia Emiliano Zapata. Trakten runt Colonia Emiliano Zapata består till största delen av jordbruksmark.